# Dixy și Doby (film)

Dixy şi Doxy

Dixy și Doby sunt două personaje de desen animat realizate de către Olimp Vărășteanu, Florin Angelescu, Adrian Nicolau și Genoveva Georgescu.
Ca ciclu de episoade realizate între 1968 și 1970 la Animafilm, povestea prezintă o parodie în care nu se urmăresc, cu tot dinadinsul, efectele satirice, ci mai degrabă lirismul.
Dixy este un cowboy viteaz și deștept, vrăjit de lumea în care trăiește, dar puțin cam naiv și cu capul în nori. Generozitatea îl determină să renunțe la nesfârșitele înfruntări cu indienii, căutând să găsească pacea și buna conviețuire. Micul indian Doby devine astfel prietenul său nedespărțit. Este o relație emoționantă, care nu exclude situațiile comice, dar le dă altă semnificație decât cea satirică.

## Filmografie
- Dixy și Doby (serial)